# Грановский, Александр Михайлович (музыкант)
Алекса́ндр (Алик) Миха́йлович Грано́вский (род. 27 октября 1959, Москва) — советский и российский рок-музыкант, басист, композитор. Сооснователь метал-групп «Ария» и «Мастер», лидер и бессменный участник «Мастера», автор многих песен для этих групп.

## Биография
Родился 27 октября 1959 года в Москве в роддоме № 1, носившем ранее имя Грауэрмана.

### Ранние годы
Алик занимался музыкой с раннего детства, играл на скрипке, фортепиано и контрабасе. Рок-музыкой он стал интересоваться примерно с 13 лет. С этого времени Грановский начинает самостоятельно осваивать бас-гитару. Первой профессиональной группой, в которой играл Грановский, стала группа «Смещение», которую он и гитарист Андрей «Крустер» Лебедев организовали в 1980 году. Эта группа играла преимущественно импровизационную музыку, напоминавшую по стилю Rush, Led Zeppelin и King Crimson. В 1983 году группа «Смещение» прекратила существовать и Александр присоединяется к группе «Альфа». Грановский знакомится с гитаристом этой группы Владимиром Холстининым, и вместе они решают создать группу, играющую хеви-метал. Через некоторое время Алик Грановский, а также музыканты Сергей Потёмкин и Николай Носков (будущий вокалист группы Gorky Park) начинают работать под руководством Виктора Векштейна в ВИА «Поющие сердца». Сергей и Николай вскоре ушли из группы, место гитариста занял Владимир Холстинин, а новым вокалистом стал Валерий Кипелов. 

### В группе «Ария»
В 1985 году Грановский и Холстинин под патронажем Векштейна создают из музыкантов «Поющих сердец» группу, играющую хеви-метал, которая получает название «Ария». 31 октября 1985 года выходит дебютный альбом группы, получивший название «Мания величия». Музыка к большинству песен на нём написана Аликом в соавторстве с Холстининым или в одиночку (кроме композиций «Мечты», «Мания Величия»). Грановский лично прослушивал и принял в группу гитариста Андрея Большакова, с которым быстро подружился благодаря схожим вкусам и характерам. 
Тем временем музыканты «Арии» стали испытывать слишком большое давление со стороны Векштейна. По воспоминаниям музыкантов, Векштейн пытался заставить Грановского убрать длинные волосы, которые тот носил. Того это сильно оттолкнуло от продюсера:
Я такой человек, что для меня не существует руководителя. Я сам себе руководитель. И когда какой-то дядя решает, что мне играть, что мне надевать и какие волосы мне носить… Зачем мне это нужно?
— Алик Грановский

Большаков предложил музыкантам создать самостоятельную группу: большинство из них согласилось, за исключением Владимира Холстинина и Валерия Кипелова.

### В группе «Мастер»
Большаков, Грановский и другие музыканты, ушедшие из «Арии», основали в декабре 1986 года новую группу «Мастер». Вокалистом стал Александр Арзамасков из группы «Форт Росс», а вторым гитаристом — Сергей Попов. Осенью 1987 новым вокалистом «Мастера» стал Михаил Серышев. После ухода в 1994 году Большакова Грановский стал единоличным лидером группы и по сей день остаётся её единственным бессменным участником.

### Другие проекты
В 1997 Грановский принял участие в проекте Валерия Кипелова и Сергея Маврина «Смутное время», исполнив все партии на бас-гитаре. В 2001 году вместе с «Арией» он исполнил большинство партий бас-гитары при записи саундтрека к игре «Дальнобойщики 2», состоящего из инструментальных версий «арийских» песен. В 2004 Алик Грановский выпустил свою сольную пластинку «Большая прогулка». В 2006 вышел совместный альбом группы «Мастер» и Маргариты Пушкиной (проект «Margenta») «По ту сторону сна», где Алик Грановский выступил основным композитором и аранжировщиком.
В 2013 году как басист принял участие в записи макси-сингла «Inception / Начало» сольного проекта Molchanoff гитариста группы «Кипелов» Вячеслава Молчанова.
В 2014 году вышел второй сольный альбом Грановского Bass Manuscript.

## Дискография
| Год выпуска | Группа                                   | Альбом                          | Тип альбома       |
| ----------- | ---------------------------------------- | ------------------------------- | ----------------- |
| 1983        | Альфа                                    | Бега                            | Студийный альбом  |
| 1985        | Ария                                     | Мания величия                   | Студийный альбом  |
| 1986        | Ария                                     | С кем ты?                       | Студийный альбом  |
| 1987        | Мастер                                   | Мастер                          | Студийный альбом  |
| 1989        | Мастер                                   | С петлёй на шее                 | Студийный альбом  |
| 1992        | Мастер                                   | Talk of the Devil               | Студийный альбом  |
| 1994        | Мастер                                   | Maniac Party                    | Студийный альбом  |
| 1995        | Мастер                                   | Live                            | Концертный альбом |
| 1996        | Мастер                                   | Песни мёртвых                   | Студийный альбом  |
| 1997        | Мастер                                   | The Best (Концерт в Москве '97) | Концертный альбом |
| 1997        | Проект Валерия Кипелова и Сергея Маврина | Смутное время                   | Студийный альбом  |
| 2000        | Мастер                                   | Лабиринт                        | Студийный альбом  |
| 2000        | Ария                                     | Дальнобойщики-2                 | Саундтрек         |
| 2001        | Ария и Мастер                            | Tribute to Harley-Davidson II   | Мини-альбом       |
| 2002        | Мастер                                   | Классика 1987—2002              | Сборник           |
| 2002        | Мастер                                   | Недетские гонки                 | Саундтрек         |
| 2004        | Мастер                                   | 33 жизни                        | Студийный альбом  |
| 2004        | Сольный альбом                           | Большая прогулка                | Студийный альбом  |
| 2005        | Мастер                                   | Акустика                        | Сборник           |
| 2006        | Мастер и Margenta                        | По ту сторону сна               | Студийный альбом  |
| 2008        | Мастер                                   | XX лет                          | Концертный альбом |
| 2009        | Margenta                                 | Нейтрализатор мрачности         | Студийный альбом  |
| 2010        | Мастер                                   | VIII                            | Студийный альбом  |
| 2013        | Molchanoff                               | Inception/Начало                | Мини-альбом       |
| 2014        | Сольный альбом                           | Bass Manuscript                 | Студийный альбом  |
| 2016        | Ария                                     | 30 лет! Юбилейный концерт       | Концертный альбом |
| 2020        | Мастер                                   | Мастер времени                  | Студийный альбом  |
| 2021        | Ария                                     | XX лет (запись 2005 г.)         | Концертный альбом |

## Личная жизнь
Женат. Детей нет.